# Drepanorchis
Drepanorchis är ett släkte av kräftdjur som beskrevs av Hilbrand Boschma 1927. Drepanorchis ingår i familjen Sacculinidae.
Släktet innehåller bara arten Drepanorchis neglecta.